# Frischovo–Peierlsovo memorandum

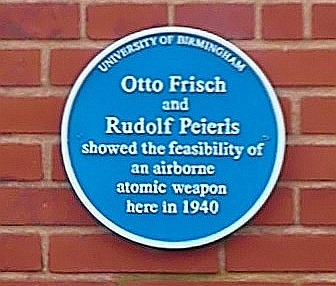
University of Birmingham - Poyntingova fyzikální budova - modrá deska fyziků Frische a Peierlse

Frischovo–Peierlsovo memorandum byl první technický popis praktické atomové zbraně. Napsáno bylo Otto Frischem a Rudolfem Peierlsem v březnu 1940, v době kdy oba pracovali na University of Birmingham v Anglii. Memorandum obsahovalo nové výpočty o velikosti kritického množství potřebného pro atomovou bombu a pomohlo urychlit britské a americké snahy o vývoj bomby během druhé světové války.

## Pozadí a vliv
Mark Oliphant prošel dokument na žádost Henryho Tizarda, předsedy Výboru pro vědecký průzkum protivzdušné obrany. Ten následně požádal o vytvoření toho, co se stalo tajným MAUD výborem. Memorandum (kopie je držena Public Record Office v Kew) je z března 1940.
Frisch a Peierls jako první spočítali, že atomová bomba by vyžadovala asi 1 kg izotopu uranu-235. (odhad 1 kg se ukázal být příliš nízký, viz kritické množství.) Předchozí předpoklady měly za to, že štěpná bomba by vyžadovala mnoho tun uranu, což znamená, že by měla být teoreticky možná, ale vojensky nepraktická. Dřívější dopis prezidentu Franklinu D. Rooseveltovi, podepsaný Albertem Einsteinem (ale napsaný Leó Szilárdem), navrhl, že pokud by taková zbraň byla dopravena lodí, jedna bomba by mohla zničit celý přístav, ale že může být "příliš těžká pro leteckou přepravu."
Memorandum pomohlo rozhýbat Británii i Ameriku na cestu, která vedla k vyhlášení britského projektu Tube Alloys, projektu Manhattan a nakonec atomovému bombardování Hirošimy a Nagasaki.

## Obsah
Memorandum bylo napsáno ve dvou částech. Druhé bylo vysvětlení vědy podporující závěry memoranda. První bylo elegantním a komplexním nástinem důsledků jejich výpočtů. To zahrnovalo návrh, že nejlepší obranou proti takové zbrani by bylo vytvořit vlastní předtím, než ji získá Německo. Na několika krátkých stránkách tito dva vědci předpokládali politiku odstrašování, které se později stala zásadní geopolitickou strategií Studené války.

Memorandum bylo zahájeno takto:

Přísně důvěrné

Memorandum o vlastnostech radioaktivní "super-bomby"

Přiložená podrobná zpráva se týká možnosti vytvoření "super-bomby", která využívá energii uloženou v atomových jádrech jako zdroj energie. Energie uvolněná při výbuchu takovéto super-bomby je stejná, jako je energie produkovaná při výbuchu asi 1000 tun dynamitu. Tato energie je osvobozená v malém objemu, ve kterém se na okamžik produkují teploty srovnatelné s teplotami uvnitř Slunce. Výbuch by mohl zničit život v celé oblasti. Velikost této oblasti je obtížné odhadnout, ale pravděpodobně půjde o oblast o velikosti centra velkého města.

Kromě toho, některé části energie budou uvolněny tím, že bomba při výbuchu uvolní množství radioaktivních látek, které budou vydávat velmi silné a nebezpečné záření. Účinek tohoto záření je největší bezprostředně po výbuchu, ale rozkládá se jen postupně a dokonce i po několika dnech po výbuchu bude každá osoba vstupující do postižené oblasti zabita.

Část této radioaktivity bude šířena spolu s větrem. Kontaminace se tak bude šířit několik kilometrů po větru, kde dále může zabíjet lidi.